# 雲中駅
雲中駅（ウンジュンえき、朝鮮語: 운중역）は、朝鮮民主主義人民共和国国咸鏡南道咸興市興南区域にある駅で、西湖線に属する。 

## 隣の駅
西湖線
城川駅 - 雲中駅 - 龍城駅